# Negative
Negative é uma banda finlandesa de glam rock fundada em 1997. Desde o início, a banda ganhou reputação por ser muito intensa ao vivo com suas melodias cativantes e seus riffs de guitarra. O som da banda pode ser comparado às primeiras bandas de glam rock como David Bowie e Queen, tanto que afirmam ter influências de Guns N' Roses, Queen, e Hanoi Rocks. A banda classifica a sua música como um "rock'n roll emotivo". Nos últimos anos, Negative tornou-se uma das bandas mais populares da Finlândia, a nível internacional.

## Membros

### Atuais
- Jonne Aaron Liimatainen – vocais
- Antti Anatomy – baixo
- Mr. Snack/Nakki – teclado, vocais de apoio
- Jay Slammer – bateria
- Hata Salmi – guitarra

### Anteriores
- Sir Christus – guitarra, vocais de apoio (falecido em 7 de dezembro de 2017)
- Larry Love – guitarra
- Gary – guitarra (integrante da turnê de 2008)
- Dmitry Martinov – baixo (integrante de sessão)

## Discografia

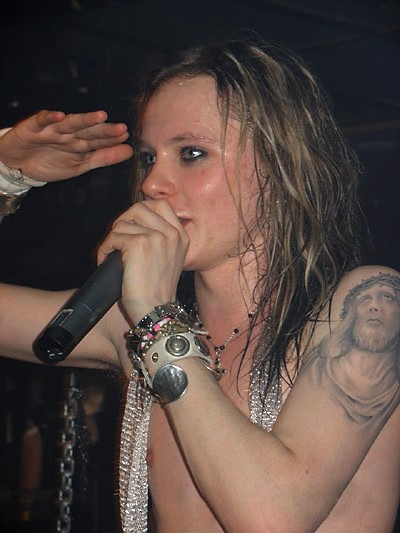
O vocalista Jonne Aaron Liimatainen se apresentando na Finlândia.

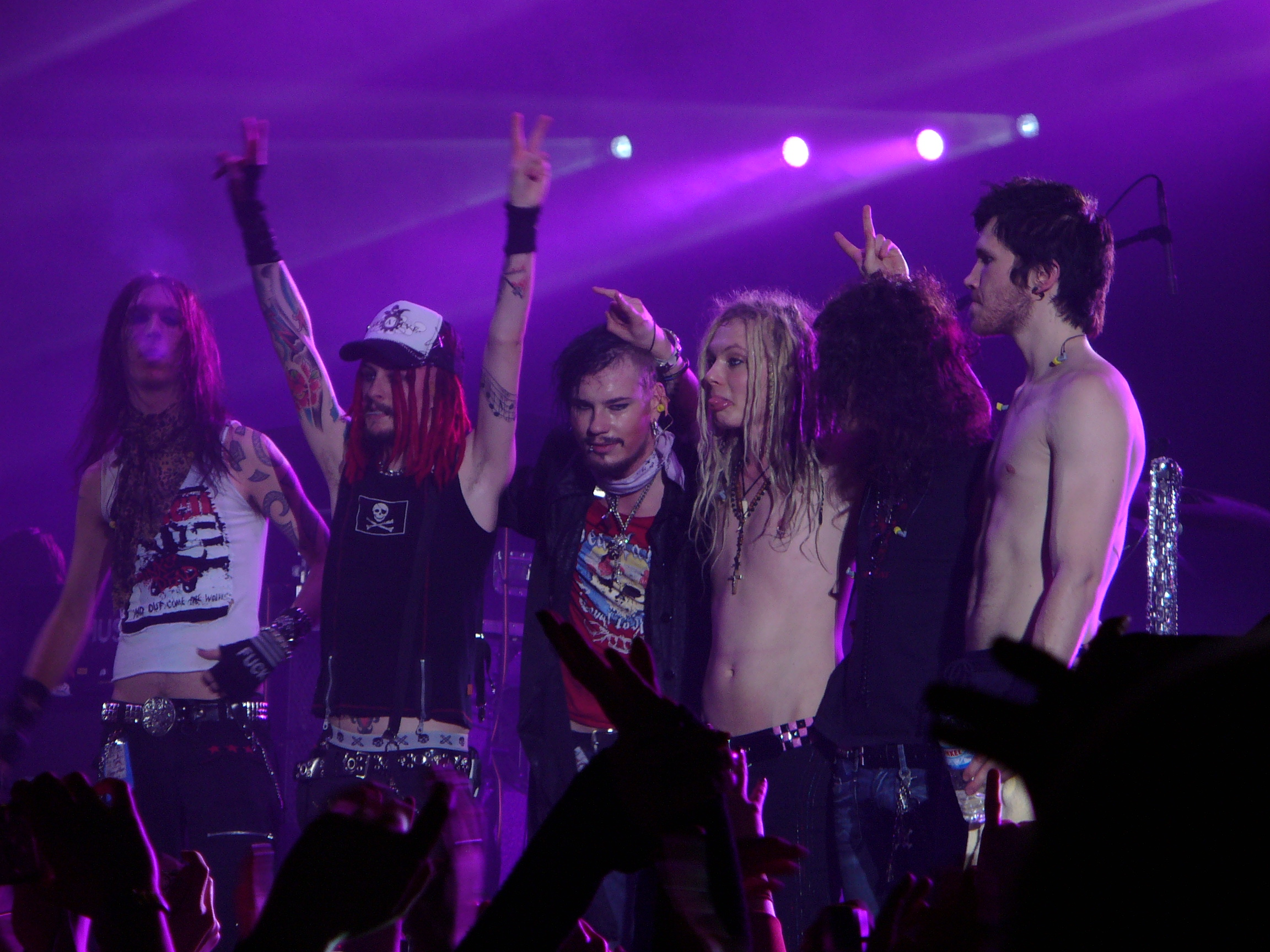
O Negative encerrando uma apresentação na Alemanha em 2006.

### Álbuns de estúdio
- War of Love (2003 - FIN #5)
- Sweet & Deceitful (2004 - FIN #1)
- Anorectic (2006 - FIN #1)
- Karma Killer (2008 - FIN #3)
- God Likes Your Style (2009) (Greatest Hits & B Sides Complication)
- Neon (2010)

### Singles
- "After All" (2003 - FIN #4)
- "The Moment of Our Love" (2003 - FIN #1)
- "Still Alive" (2004 - FIN #4)
- "Frozen to Lose it All" (2004 - FIN #1)
- "In My Heaven" (2004 - FIN #1)
- "My My, Hey Hey" (2005 - FIN #1)
- "Dark Side (Until You're Mine)" (2005 - FIN #2)
- "Bright Side (About My Sorrow)" (2005 - FIN #2)
- "The Moment Of Our Love (New Version)" (2005 - FIN/GER #1)
- "Planet of the Sun" (2006 - FIN #1)
- "Sinners Night / Misty Morning" (2006 - FIN #2)
- "Fading Yourself" (2007 - FIN #1)
- "Won't Let Go" (2008)
- "Giving Up!" (2008)
- "End Of The Line* (2010)
- "Jealous Sky" (2010)
- "Believe" (2011)

### DVD's
- "In The Eye Of The Hurricane" (2008 - FIN #1)